# 티세랑 변수
티세랑 매개변수(Tisserand's parameter)는 상대적으로 작은 천체와 그보다 큰 섭동천체의 궤도 요소들(장반경, 궤도이심률, 궤도면경사)을 계산해서 얻어지는 값이다. 프랑스의 천문학자 펠릭스 티세랑이 고안하여 제한적 삼체문제에 적용했다.
작은 천체의 장반경이 {\displaystyle a}, 이심율을 {\displaystyle e}, 궤도면경사를 {\displaystyle i}, 그리고 큰 천체의 장반경을 {\displaystyle a_{P}}라고 할 때, 티세랑 매개변수는 다음과 같이 정의된다.
{\displaystyle T_{P}\ ={\frac {a_{P}}{a}}+2\cos i{\sqrt {{\frac {a}{a_{P}}}(1-e^{2})}}}
티세랑 매개변수는 티세랑 관계에 의해 준보존된다. 고차항을 무시하면 다음 값이 보존되는 것이다.
{\displaystyle {\sqrt {a(1-e^{2})}}\cos i\approx \mathrm {const.} }

## 응용
- 목성에 의한 섭동의 티세랑 매개변수 {\displaystyle T_{J}}는 소행성({\displaystyle T_{J}>3})과 목성족 혜성({\displaystyle 2<T_{J}<3})을 구분할 때 사용된다.[2]
- 다모클레스족은 목성 티세랑 매개변수가 2 이하다({\displaystyle T_{J}\leq 2}).[3]
- 작은 천체가 큰 천체를 만나 섭동되기 전후의 티세랑 매개변수는 거의 일정하다. 그래서 티세랑 매개변수가 변화했는지 여부를 보면 천체가 섭동을 받았는지 여부를 알 수 있다.
- 티세랑 매개변수의 준보존은 외부 태양계 탐사선을 보낼 때 스윙바이를 할 때도 사용된다.
- 해왕성에 의한 섭동의 티세랑 매개변수 {\displaystyle T_{N}}는 산란원반 천체(해왕성의 섭동을 받음)와 그 이외의 해왕성 바깥 천체(해왕성의 섭동을 안 받음. e.g. 90377 세드나)를 구분할 때 쓰인다.
- 우리은하 중심을 공전하는 항성들의 티세랑 매개변수를 살펴 블랙홀의 존재를 알 수 있다.[4]